# جوني جونسون (لاعب كرة قدم أمريكية)
جوني جونسون (بالإنجليزية: Johnnie Johnson) هو لاعب كرة قدم أمريكية أمريكي، ولد في 8 أكتوبر 1956 في لا غرانغ في الولايات المتحدة.

## وصلات خارجية
- جوني جونسون (لاعب كرة قدم أمريكية) على موقع مرجع كرة القدم المحترفة.كوم (الإنجليزية)